# Corridoio del Dahomey
In Africa occidentale, viene indicata come corridoio del Dahomey la parte del mosaico di foresta e savana della Guinea che da nord si spinge fino alla costa di Benin, Togo e Ghana, separando in due grandi aree, una occidentale, l'altra orientale, le foreste che si estendono quasi senza soluzione di continuità dalla Guinea al Congo.
La maggiore città della regione è Accra. Altre città, come Kumasi, sono situate ai margini del corridoio.
L'aridità del corridoio del Dahomey è piuttosto peculiare, in quanto l'area è interamente situata entro una cintura monsonica molto umida e non vi sono montagne che blocchino l'umidità. Tuttavia, Accra, situata nel cuore del corridoio, riceve solamente 720 mm di pioggia all'anno, meno di metà di quelli necessari per consentire lo sviluppo di una foresta tropicale.